# Narciso Edu Ntugu Abeso Oyana
Narciso Ntugu Abeso Oyana (* 17. September 1957) ist ein äquatorialguineischer Botschafter.
Narciso Ntugu Abeso Oyana schloss 1981 ein Studium der Außenpolitik an der Escuela Diplomática de Madrid ab. 1983 folgte ein Studium der öffentlichen Verwaltung in Paris. 1986 trat er in den auswärtigen Dienst ein und wurde in Kairo beschäftigt. Von 1986 bis 1990 war er Gesandtschaftssekretär zweiter Klasse in Abuja (Nigeria), von 1990 bis 1997 war er Gesandtschaftssekretär zweiter Klasse in Addis Abeba, von 1997 bis 1998 war er Gesandtschaftssekretär erster Klasse in Washington, D.C. Von 1998 bis 2000 war er Gesandtschaftssekretär erster Klasse beim UN-Hauptquartier. Von 2000 bis 2002 war er Botschafter in Paris, von 2002 bis 2010 Botschafter in Peking. Von 19. März 2010 bis 27. November 2012 war er Botschafter in Madrid und war gleichzeitig beim Heiligen Stuhl akkreditiert.